# Dzieje ludzkiej duszy
Dzieje ludzkiej duszy (ang. The Holy War – The Losing and Taking Again of the Town of Man-soul) – alegoria chrześcijańska Johna Bunyana, przetłumaczona na wiele języków. Alegoria ta jest barwniejsza i żywsza niż Wędrówka Pielgrzyma, a jednocześnie trudniejsza w odbiorze ze względu na poruszaną tematykę oraz możliwą kilkupoziomową interpretację. Zawiera wiele cennych spostrzeżeń i rad duszpasterskich, a także porad i zachęt do toczenia dobrego boju wiary.

## Treść dzieła
Narrator w trakcie licznych podróży dociera do sławnego i wspaniałego miasta Ludzka Dusza. Narrator przebywał w tym mieście przez długi czas i po powrocie do domu relacjonuje dzieje Ludzkiej Duszy.
Miasto to, zgodnie z najstarszymi i najbardziej wiarygodnymi dokumentami (Biblia) zbudował król Szaddai (Bóg Ojciec) dla własnej przyjemności. Otoczył je potężnym i niezdobytym murem (ciało), w którym było pięć bram (zmysły): Brama Ucha, Brama Oka, Brama Ust, Brama Nosa i Brama Dotyku.
W środku miasta znajdował się monumentalny pałac (Serce), które pierwotnie miało być wyłączną rezydencją króla Szaddai. Pałac miał tę właściwość, że rezydująca w nim osoba była jednocześnie władcą całego miasta.
Niejaki Diabolus, dawny sługa króla Szaddai, pozbawiony najwyższego urzędu za zdradę stanu, postanowił zdobyć miasto, aby zemścić się na królu Szaddai za usunięcie z dworu i utratę wszystkich dawniejszych przywilejów.
W Hadesie Diabolus rozpoczął wraz z książętami: Alekto, Apolyonem, Belzebubem, Legionem, Lucyferem, Tysyfonem i Złowrogim, naradę wojenną. Na naradzie ustalono, że:
- tylko Diabolus uda się w widzialnej postaci pod mury Ludzkiej Duszy z prośbą o wysłuchanie;
- Diabolus pojawi się pod postacią węża, zwierzęcia znanego mieszkańcom miasta i uchodzącego za mądrzejsze od wszystkich innych zwierząt;
- Ludzką Duszę należy nakłonić podstępnie do grzechu;
- podczas rozmów należy zabić kapitana Obrońcę.

Diabolus pod postacią węża przybył do Bramy Ucha, przy czym towarzyszący mu zastęp był dla mieszkańców miasta niewidzialny. Diabolusowi udało się nakłonić swymi argumentami mieszkańców miasta do zjedzenia owoców z drzewa poznania dobra i zła. Podczas przemowy Diabolusa umarł pan Niewinny, zaś kapitan Obrońca został śmiertelnie ugodzony strzałą wystrzeloną przez Tysyfona. Mieszkańcy miasta po utracie kapitana Obrońcy nie stawiali oporu argumentacji Diabolusa i zjedli zakazany owoc, po czym otworzyli przed Diabolusem bramy. Po wpuszczeniu do miasta Diabolus rozpoczął swoje rządy starając się osiągnąć całkowitą kontrolę nad miastem i usunąć wszelkie ślady przypominające o związkach miasta z królem Shaddai.
Z kolei król Shaddai wysłał swojego ukochanego Syna – Emanuela w celu odzyskania Ludzkiej Duszy. Emanuel najpierw wysyła swoje oddziały pod dowództwem czterech generałów: Boanerges, Głos-sumienia, Sędzia oraz Wykonawca-wyroku. Wojskom tym nie udaje się zdobyć miasta i dopiero przyjazd samego Syna króla Shaddai zmienia układ sił i sprawia, że mieszkańcy Ludzkiej Duszy wysyłają do Emanuela poselstwo z prośbą o zawarcie pokoju.